# فيربا
الفيربا (الاسم العلمي: Verpa) هي جنس من الفطريات تتبع الفصيلة الغوشنية من رتبة الفنجانيات.

## أنواع الفيربا
- فيربا بوهيمي
- فيربا ثنائي الأبواغ
- فيربا جميل
- فيربا رمادي
- فيربا صدئ
- فيربا صغير
- فيربا غاريقوني
- فيربا غامض
- فيربا فورموزي
- فيربا قزمي
- فيربا كاروليني
- فيربا مبيض
- فيربا مخروطي
- فيربا منتشر
- فيربا إصبعي الشكل
- فيربا كرمبولزي